# منظمة معاهدة الأمن الجماعي
منظمة معاهدة الأمن الجماعي (CSTO; بالروسية: Организация Договора о Коллективной Безопасности)، هي تحالف عسكري حكومي دولي في أوراسيا يضم دول ما بعد الاتحاد السوفيتي. تعود أصول المعاهدة إلى القوات السوفيتية المسلحة، والتي حلت محلها تدريجيًا القوات المسلحة المتحدة لكومنولث الدول المستقلة. وقعت ست دول من دول ما بعد الاتحاد السوفيتي المنتمية إلى كومنولث الدول المستقلة، وهي روسيا، وأرمينيا، وكازاخستان، وقيرغيزستان، وطاجيكستان، وأوزبكستان، في 15 مايو عام 1992 على معاهدة الأمن الجماعي (والتي يشار إليها أيضًا باسم ميثاق طشقند أو معاهدة طشقند). وقعت ثلاث دول من دول ما بعد الاتحاد السوفيتي أيضًا، وهي أذربيجان، وبيلاروسيا، وجورجيا، في العام التالي على المعاهدة، ودخلت المعاهدة حيز التنفيذ في عام 1994. وافقت ست دول من أصل تسع، جميعها باستثناء أذربيجان، وجورجيا، وأوزبكستان، بعد خمس سنوات على تجديد المعاهدة لمدة خمس سنوات أخرى، ووافقت الدول الست في عام 2002 على إنشاء منظمة معاهدة الأمن الجماعي كتحالف عسكري.
أكد ميثاق منظمة معاهدة الأمن الجماعي مجددًا على رغبة جميع الدول المشاركة في الامتناع عن استخدام القوة أو التهديد باستخدامها. لن يتمكن الموقعون من الانضمام إلى تحالفات عسكرية أخرى أو مجموعات دول أخرى، ويُنظر إلى العدوان على دولة موقعة على أنه عدوان ضد كل الدول، فلذلك تعقد منظمة معاهدة الأمن الجماعي تدريبات قيادة عسكرية سنوية لدول منظمة معاهدة الأمن الجماعي لإتاحة الفرصة لها لتحسين التعاون بين المنظمات. استضافت أرمينيا مناورة عسكرية لمنظمة معاهدة الأمن الجماعي تسمى «رابيز 2008»، إذ أجرى 4000 جندي من جميع البلدان الأعضاء السبعة المكونة لمنظمة معاهدة الأمن الجماعي تدريبات عملية واستراتيجية وتكتيكية مع التركيز على تعزيز كفاءة عنصر الأمن الجماعي في شراكة منظمة معاهدة الأمن الجماعي. حدثت أكبر التدريبات المشابهة في جنوب روسيا وآسيا الوسطى في عام 2011، وضمت أكثر من 10000 جندي و70 طائرة مقاتلة. يتوجب الحصول على موافقة رسمية من جميع أعضاء البلد الثالث الذي يريد نشر قواعده العسكرية في أراضي الدول الأعضاء في منظمة معاهدة الأمن الجماعي. يستخدم نظام «الرئاسة الدورية» الذي تتبدل فيه الدولة التي تقود منظمة معاهدة الأمن الجماعي كل عام.

## التاريخ

### المؤسسة
انبثقت منظمة معاهدة الأمن الجماعي عن إطار كومنولث الدول المستقلة، وظهرت لأول مرة باسم معاهدة الأمن الجماعي لكومنولث الدول المستقلة التي وُقِّعت في 15 مايو عام 1992، من قبل أرمينيا، وكازاخستان، وقيرغيزستان، والاتحاد الروسي، وطاجيكستان، وأوزبكستان، في مدينة طشقند. وقعت أذربيجان على المعاهدة في 24 سبتمبر عام 1993، وجورجيا في 9 ديسمبر عام 1993 وبيلاروسيا في 31 ديسمبر عام 1993. دخلت المعاهدة حيز التنفيذ في 20 أبريل عام 1994.
كان من المقرر أن تستمر منظمة معاهدة الأمن الجماعي لمدة خمس سنوات فقط في حال عدم تمديدها. وقع ستة أعضاء فقط من لجنة العلم والتكنولوجيا في 2 أبريل عام 1999 على بروتوكول يجدد المعاهدة لمدة خمس سنوات أخرى، ولكن رفضت أذربيجان وجورجيا وأوزبكستان التوقيع على المعاهدة وانسحبوا منها. انضمت أوزبكستان في الوقت نفسه إلى منظمة غوام، التي أسستها جورجيا، وأوكرانيا، وأذربيجان، ومولدوفا في عام 1997، والتي يُنظر إليها بشكل كبير على أنها تهدف إلى مواجهة النفوذ الروسي في المنطقة.

### عام 2005 وما بعد
أجرى شركاء منظمة معاهدة الأمن الجماعي خلال عام 2005 بعض التدريبات العسكرية المشتركة.
انسحبت أوزبكستان لاحقًا من منظمة غوام في عام 2005 وانضمت إلى منظمة معاهدة الأمن الجماعي في عام 2006 كعضو كامل؛ وصدق البرلمان الأوزبكي على عضويتها لاحقًا في 28 مارس عام 2008.
اندلعت اشتباكات عرقية بين القرغيزيين العرقيين والأوزبكيين العرقيين في جنوب قيرغيزستان في يونيو عام 2010، مما دفع الرئيسة القيرغيزية المؤقتة روزا أوتونباييفا إلى طلب مساعدة القوات الروسية لقمع الاضطرابات. نفى قرمان بيك باقايف التهم الموجهة إلى أنصاره وراء الصراع العرقي ودعا منظمة معاهدة الأمن الجماعي إلى التدخل. دعا عسكر آكاييف منظمة معاهدة الأمن الجماعي إلى إرسال قوات، وقال: «يجب أن تكون مهمتنا الأولى الآن إطفاء شعلة العداء هذه؛ فمن المحتمل جدًا أننا سنحتاج إلى قوات حفظ سلام تابعة لمنظمة معاهدة الأمن الجماعي لفعل ذلك». قال الرئيس الروسي دمتري ميدفيديف إنه «يمكننا إعلان هجوم ضد منظمة معاهدة الأمن الجماعي فقط في حالة التدخل الأجنبي ومحاولة الاستيلاء على السلطة خارجيًا»، وأن «جميع مشاكل قيرغيزستان لها جذور داخلية»، ووصف الأمين العام لمنظمة معاهدة الأمن الجماعي نيكولاي بورديوزا العنف بأنه «شأن داخلي بحت». اعترف بورديوزا في وقت لاحق بأن استجابة منظمة معاهدة الأمن الجماعي ربما كانت غير كافية؛ وادعى أن «المرتزقة الأجانب» استفزوا العنف القرغيزي ضد الأقليات العرقية الأوزبكية.
دعت الرئيسة القيرغيزية المؤقتة روزا أوتونباييفا في 21 يوليو عام 2010 إلى إدخال وحدات الشرطة التابعة لمنظمة معاهدة الأمن الجماعي إلى جنوب قيرغيزستان قائلة: «أعتقد أنه من المهم إدخال قوات شرطة منظمة معاهدة الأمن الجماعي إلى هناك، وذلك لأننا غير قادرين على ضمان حقوق الناس بأنفسنا». أضافت أيضًا: «أنا لا أسعى إلى احتضان منظمة معاهدة الأمن الجماعي ولا أشعر بالرغبة في إحضارهم إلى هنا للبقاء، ولكن إراقة الدماء هناك ستستمر في حال عدم حدوث ذلك». اشتكى نائب رئيس الحكومة القرغيزية المؤقتة لأوتوباييفا بعد أسابيع فقط من تجاهل نداءاتهم للحصول على المساعدة من منظمة معاهدة الأمن الجماعي. لم تتمكن منظمة معاهدة الأمن الجماعي من الاتفاق على تقديم المساعدة العسكرية لقيرغيزستان في اجتماع عقد في يريفان في أرمينيا، والذي حضرته روزا أوتونباييفا وألكسندر لوكاشينكو أيضًا.
وافقت الدول الأعضاء على إعلان إنشاء قوة حفظ سلام تابعة لمنظمة معاهدة الأمن الجماعي في 10 ديسمبر عام 2010، وإعلان من الدول الأعضاء في منظمة معاهدة الأمن الجماعي، وذلك بالإضافة إلى التوقيع على حزمة من الوثائق المشتركة.
تمكن أطراف المعاهدة استخدام حق النقض منذ 21 ديسمبر عام 2011 ضد إنشاء قواعد عسكرية أجنبية جديدة في الدول الأعضاء في منظمة معاهدة الأمن الجماعي. تولت كازاخستان الرئاسة الدورية لمنظمة معاهدة الأمن الجماعي من بيلاروسيا أيضًا.
علقت أوزبكستان عضويتها في منظمة معاهدة الأمن الجماعي في 28 يونيو عام 2012.
شارك 3000 جندي من الدول الأعضاء، وهي أرمينيا، وبيلاروسيا، وكازاخستان، وقيرغيزستان، وروسيا، وطاجيكستان في أغسطس عام 2014 في تدريبات الحرب النفسية وحرب النت في كازاخستان، وذلك في إطار مناورات حربية تديرها منظمة معاهدة الأمن الجماعي.
عرض الأمين العام لمنظمة معاهدة الأمن الجماعي نيكولاي بورديوزا في 19 مارس عام 2015 إرسال بعثة حفظ سلام إلى دونباس في أوكرانيا. «تتمتع منظمة معاهدة الأمن الجماعي بقدرة على حفظ السلام. يخضع حفظة السلام التابعون لنا لتدريب مماثل. نحن على استعداد لتوفير وحدات حفظ السلام إذا اتخذت الأمم المتحدة مثل هذا القرار».
ناشدت طاجيكستان في يوليو عام 2021 أعضاء منظمة معاهدة الأمن الجماعي للمساعدة في التعامل مع التحديات الأمنية الناشئة من أفغانستان المجاورة. فرّ آلاف الأفغان، بمن فيهم قوات الشرطة والقوات الحكومية، إلى طاجيكستان بعد أن سيطر متمردو طالبان على أجزاء كثيرة من أفغانستان.

## الدول الأعضاء

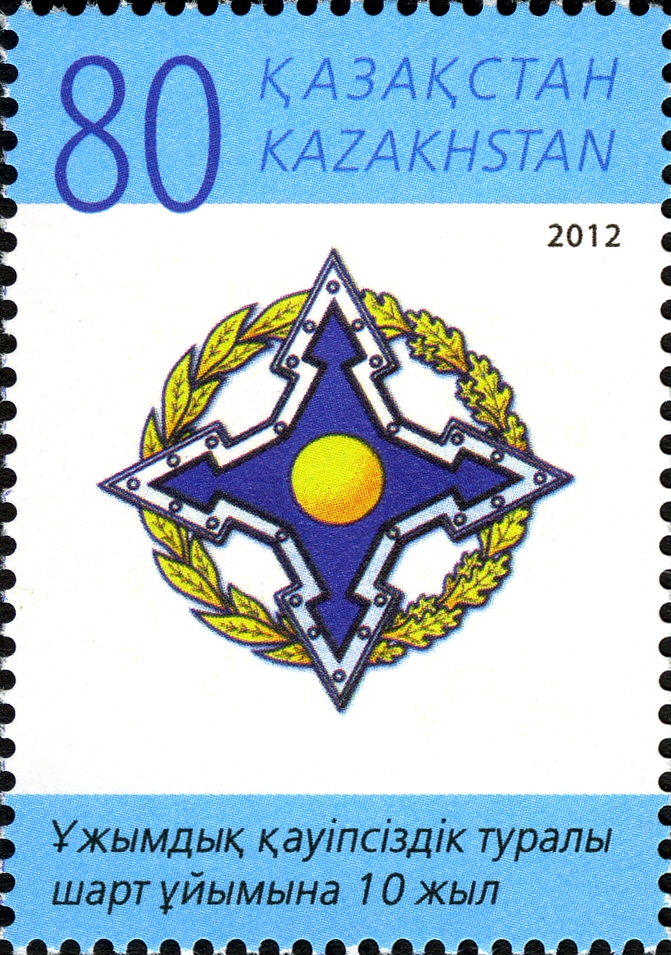

الأعضاء الحاليون
- أرمينيا (1994)
- روسيا البيضاء (1994)
- كازاخستان (1994)
- قيرغيزستان (1994)
- روسيا (1994)
- طاجيكستان (1994)

المراقبون
- أفغانستان (2013)
- صربيا (2013)

مرشحون محتملون
- إيران

أعضاء سابقون
- أذربيجان (1994-1999)
- جورجيا (1994-1999)
- أوزبكستان (1994-1999, 2006-2012)

## روابط خارجية
- الموقع الرسمي للمنظمة (الروسي)
- الموقع الرسمي للمنظمة (الإنجليزي)
- ميثاق المنظمة